# 保爾丁灣
66°35′S 123°15′E / 66.583°S 123.250°E
保爾丁灣（英語：Paulding Bay）是南極洲的海灣，位於威爾克斯地，處於克拉克角以西，該海灣根據美國海軍拍攝的空中照片繪入地圖，現時由南極條約體系管理。